# Schorrengrasmineermot
De schorrengrasmineermot (Elachista stabilella) is een vlinder uit de familie grasmineermotten (Elachistidae). De wetenschappelijke naam is voor het eerst geldig gepubliceerd in 1858 door Stainton.
De soort komt voor in Europa.